# Edgar Quinet
Pour les articles homonymes, voir Edgar Quinet (métro de Paris), Edgar, Quinet et Classe Edgar Quinet.
Œuvres principales
- Tablettes du juif errant
- La Grèce moderne
- Ahasverus
- L'Enseignement du peuple
- Aucune machine ne vous exemptera d'être homme

Compléments
- Franc-maçon, membre du Grand Orient de France
- Titulaire de la chaire de Langues et littératures de l’Europe méridionale au Collège de France
- Député de l'Ain à la Constituante de 1848

Edgar Jean Louis Quinet, né le 17 février 1803 à Bourg-en-Bresse (Ain) et mort le 27 mars 1875 à Versailles (Seine-et-Oise, actuelles Yvelines), est un historien, poète, philosophe et homme politique français, républicain et anticlérical.

## Enfance et vie personnelle

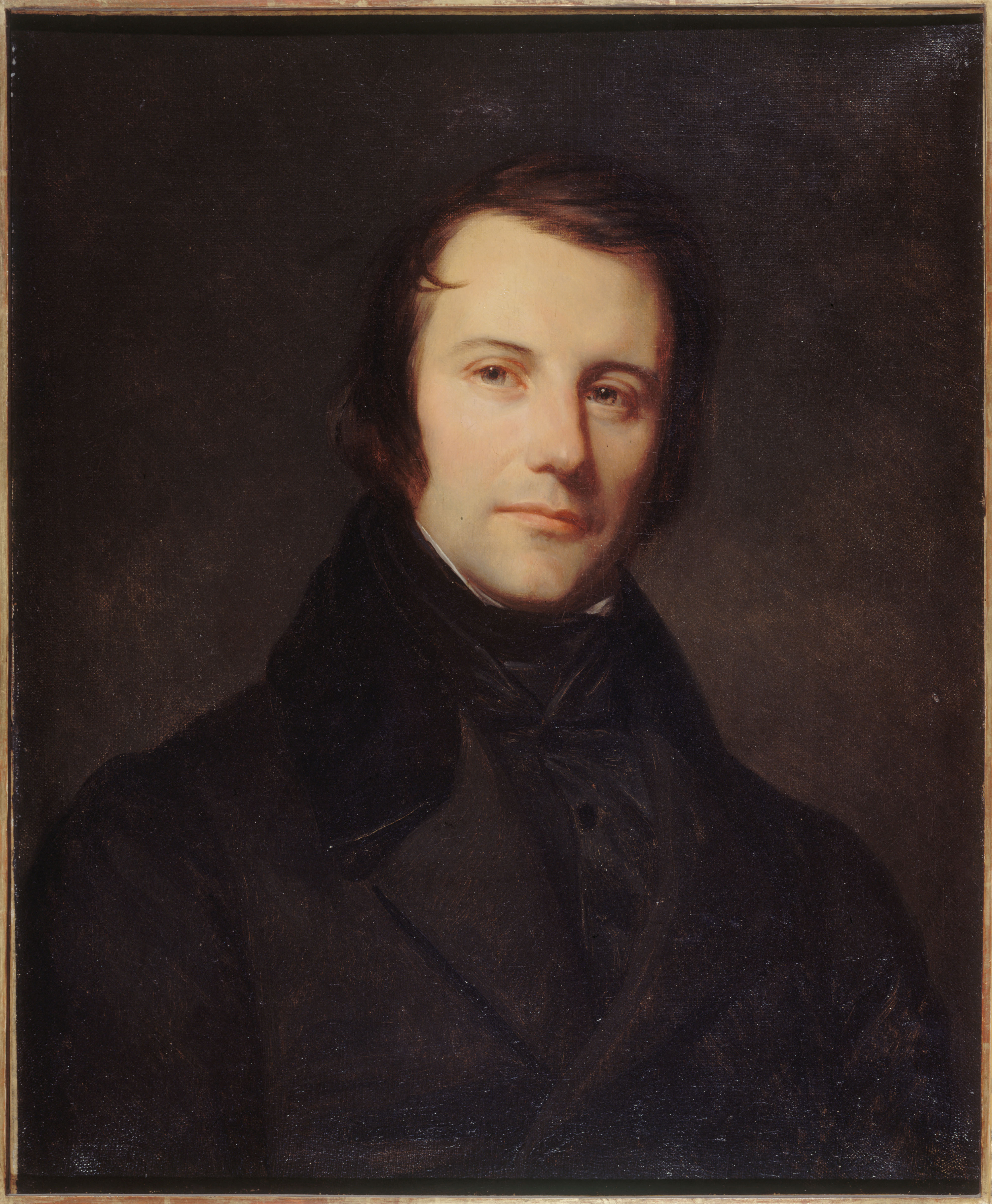
Portrait d'Edgar Quinet par Sébastien Cornu, Paris, musée Carnavalet, vers 1835.

Jean Louis Edgar Quinet naît le 17 février 1803 à Bourg-en-Bresse, dans le département de l'Ain. Son père, Jérôme Quinet, de tendance républicaine, est commissaire de l'armée. Profondément écœuré par l'épopée napoléonienne, il démissionne et se dévoue à l'avancement des sciences et des mathématiques. Sa mère, Eugénie Rozat Lagis, exerce une grande influence sur lui. Bien que calviniste, elle le laisse baptiser dans le catholicisme. « Edgar Quinet attribue à sa mère ce qu'il avait en lui de meilleur ». Sa véritable éducation se fait avant le collège, auprès de sa mère. Son père, d'un caractère vif et impatient, met Edgar en pension de bonne heure. Les mœurs rudes de la pension de Charolles effacent les traces de fine culture de l'enfant de Certines ; « il en résulte ce qu'il a appelé, depuis, son époque de barbarie ».
À la chute de l'Empire, il est envoyé au collège de Bourg (1815-1817), puis à Lyon. Son père veut qu'il quitte rapidement l'école pour s'engager dans l'armée ou se lancer dans les affaires. Cependant, le jeune Quinet, qui est plutôt attiré par la littérature, finit par avoir gain de cause et peut prolonger ses études.
Fasciné par l’Allemagne savante et romantique, il s’établit à Heidelberg. Il y fréquente Georg Friedrich Creuzer, dont il admire La Symbolique. Il épouse en 1834 l'Allemande Minna Moré, fille de pasteur et originaire de Grünstadt. La cérémonie a lieu à Böhl près de Grünstadt dans le Palatinat rhénan. Son épouse décède en mars 1851 et Quinet se marie en secondes noces le 21 juillet 1852 à Bruxelles avec Hermione Ghikère Asaky (1821-1900). Hermione, fille du poète moldave Gheorghe Asachi (1788-1869), qui était son auditrice au Collège de France, avait divorcé en 1849 du prince Mourousi, petit-fils du prince régnant de Valachie et de Moldavie.

## Carrière littéraire

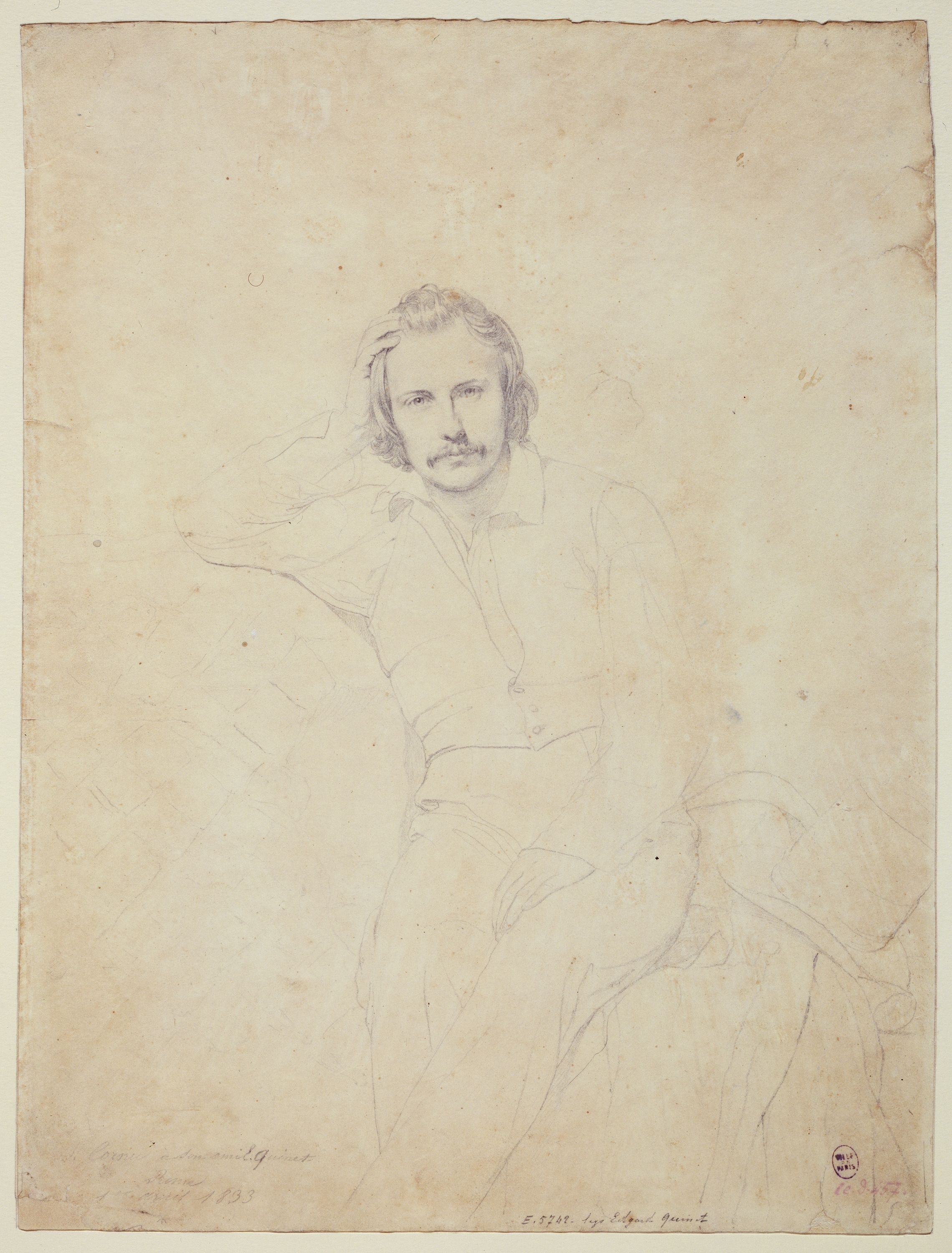
Edgar Quinet en 1833.

Le caractère du réformateur anime tous ses livres, dont le but est invariablement « la régénération, la grandeur de la Patrie ». Edgar Quinet ouvre sa carrière littéraire par des textes qui s'opposent à l'Ancien Régime et soutient le retour d'institutions républicaines.
Sa première publication, les Tablettes du juif errant, paraît en 1823. Frappé par la Philosophie der Geschichte de Herder, il entreprend de la traduire et commence par apprendre l'allemand. Il publie sa traduction en 1827 et obtient une reconnaissance rapide. Parallèlement, il est présenté à Victor Cousin et à Jules Michelet. Il avait visité l'Allemagne et l'Angleterre avant la publication de son œuvre. Cousin lui obtint un poste pour participer en 1829 à la mission d'exploration scientifique en Grèce, qui accompagnait l’expédition de Morée, durant laquelle Quinet se lie avec Jean-Baptiste Vietty. À son retour, il publie La Grèce moderne.
Ses espoirs de poste permanent après la révolution de 1830 sont balayés par sa réputation de républicain. Quinet est aussi franc-maçon, membre du Grand Orient de France. Mais il rejoint la Revue des deux Mondes, produisant notamment Les Épopées françaises du XIIe siècle et Chansons de geste. Son premier ouvrage important, un poème en prose intitulé Ahasverus, est publié en 1833. Quinet est le titulaire de la chaire de Langues et littératures de l’Europe méridionale au Collège de France à partir de l'an 1841.
En 1843, il donne une série de cours au Collège de France, au même moment que son collègue et ami Jules Michelet, sur les jésuites. En particulier, il cherche à démontrer que la posture intellectuelle de ces derniers est contraire à l'esprit français, et que ceux-ci ont joué un rôle dans la persécution des protestants.
Ces cours, qui génèrent une certaine critique auprès des milieux intellectuels français, sont publiés la même année, en collaboration avec ceux de Michelet. À la suite du coup d'État du 2 décembre 1851 et de la censure qui s'établit, Quinet est révoqué de sa chaire d'enseignement par Louis-Napoléon Bonaparte en avril 1852, en même temps que son ami Michelet. Il est rétabli dans son enseignement au Collège de France entre 1870 et 1875.

## Participation à la vie politique

### La Deuxième République

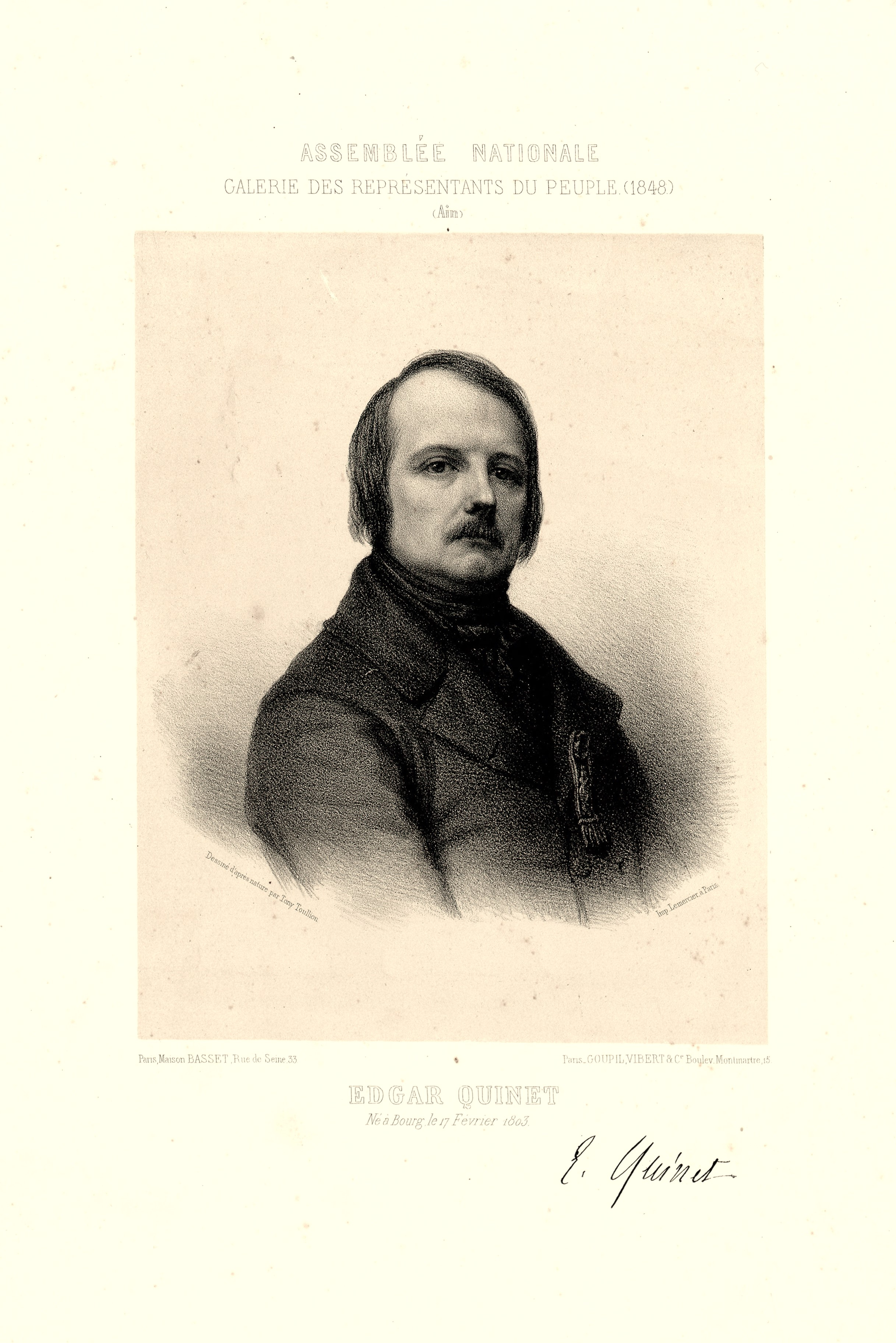
Edgar Quinet, député de l'Ain.
Gravure extraite de la Galerie des représentants du peuple (1848).

Edgar Quinet, républicain convaincu, s'inscrit dans le processus démocratique dès 1848. En février 1848, il participe à la campagne des banquets aux côtés d'autres universitaires de renom, comme Michelet. Avec l'avènement de la IIe République, il se fait élire député de l'Ain à la Constituante de 1848, puis réélire en 1849.
Bien qu'hostile aux insurrections des journées de juin 1848, qu'il estime dangereuses pour la démocratie, il reste néanmoins opposé aux monarchistes et aux bonapartistes qui réclament l'ordre.

### Le Second Empire et l'exil
Le coup d'État du 2 décembre 1851 de Louis-Napoléon Bonaparte est un véritable deuil privé pour Edgar Quinet. Celui-ci pense alors pouvoir lutter, mais lorsque son collègue Baudin, lui aussi député de l'Ain, est tué sur les barricades le 3 décembre 1851, il comprend alors que toute lutte est vaine. Cette déconvenue le détache durablement de ses élans romantiques. Avec d'autres écrivains engagés, comme Victor Hugo, il doit s'exiler. Il séjourne à Bruxelles de 1851 à 1858.

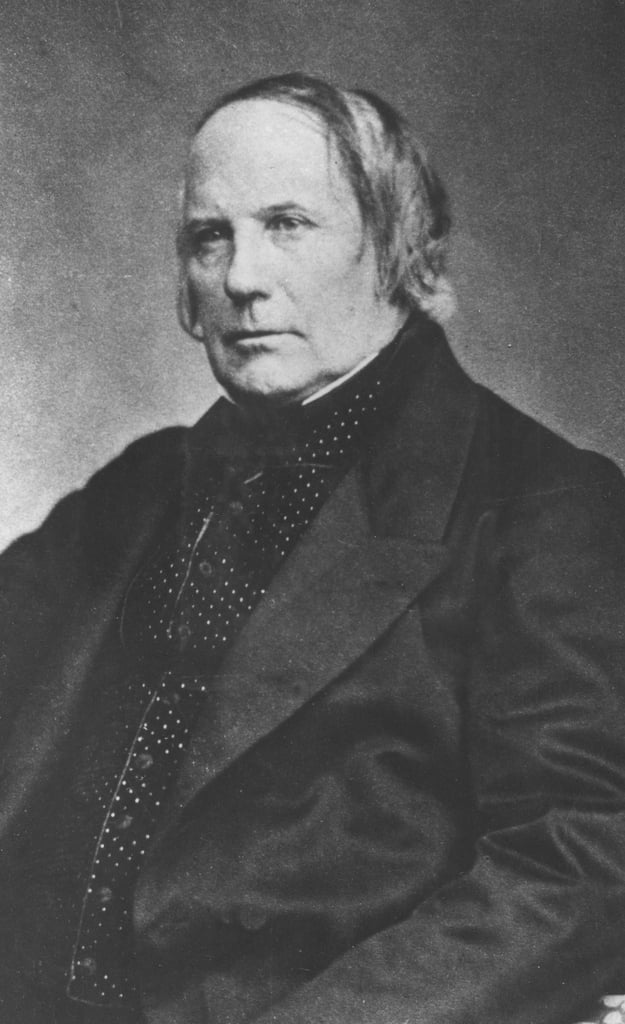
Edgar Quinet photographié par Pierre Petit.

Malgré l'amnistie accordée par Napoléon III en 1859, il refuse de rentrer en France. Sa vie est bouleversée. « Au moment où je posais le pied de l'autre côté de la frontière et où je dis à la patrie un adieu peut-être éternel, je me retournai et la terre manqua sous mes pas. Depuis cette heure, mon esprit se sentit déraciné comme la feuille que le vent a détaché de l'arbre… Je n'étais plus l'hôte de personne. Sitôt que j'avais trouvé un foyer quelque part, la menace arrivait ; il fallait songer à partir ». En effet, la Belgique, sa terre d'accueil se méfie de lui et le surveille : elle a peur des « rouges ». Néanmoins, Genève lui offre une chaire de philosophie morale, en 1868. La ville suisse le reconnaît alors en tant que champion de la liberté.
Grâce à ses publications, en particulier La Révolution, dont l'édition française est écoulée en six jours en 1865, Quinet devient alors « la conscience du parti républicain », en influençant toute une génération de jeunes républicains des années 1860. Il lutte pour faire sortir les républicains de la mystification, de la mythologie de la révolution. Il est lu passionnément par Jean Jaurès ou encore Jules Ferry, malgré la censure. Il publie ainsi dès 1850 L'enseignement du Peuple, qui, plus tard, influence fortement la politique d'éducation de Ferry. Il entretient aussi des relations avec les républicains. En 1857, alors que Napoléon III impose des candidatures officielles, et que ses préfets font pression sur les candidats, certains républicains arrachent quelques mandats. Il les exhorte alors à ne pas prêter serment, ce qui serait blanchir la « masse des crimes de décembre ». Les dernières de son exil, il les passe avec sa femme à Veytaux, puis à Territet .

### Le retour en France

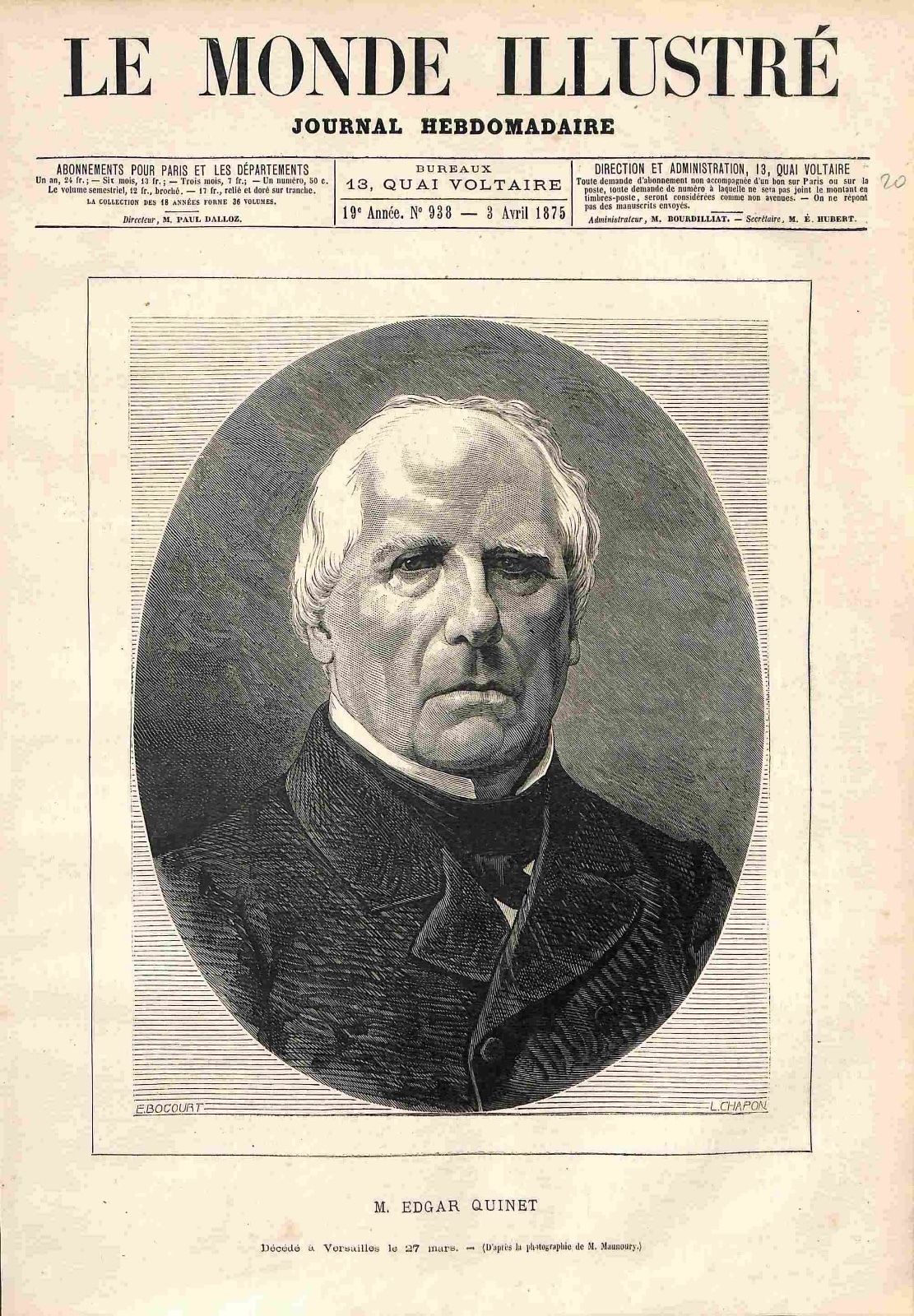
Portrait d'Edgar Quinet à la une du Monde illustré, 3 avril 1875.

De retour d'exil en 1870, il vit une véritable ferveur patriotique et démocratique. Il se présente aux élections du 10 septembre 1870 dans le département de l'Ain, mais il n'est pas élu. En revanche, il termine cinquième à Paris derrière Louis Blanc, Victor Hugo, Giuseppe Garibaldi (qui n'était même pas candidat) et Léon Gambetta.
À l'Assemblée de Bordeaux, il s'oppose régulièrement, par des discours et des écrits, à la politique d'Adolphe Thiers, et en particulier à l'abandon de l'Alsace et de la Lorraine. Vivant douloureusement la défaite subie face aux Prussiens et le retour des forces conservatrices menées par Thiers, Quinet s'isole. Il rejette violemment ce qu'il appelle « la République sans républicains ».

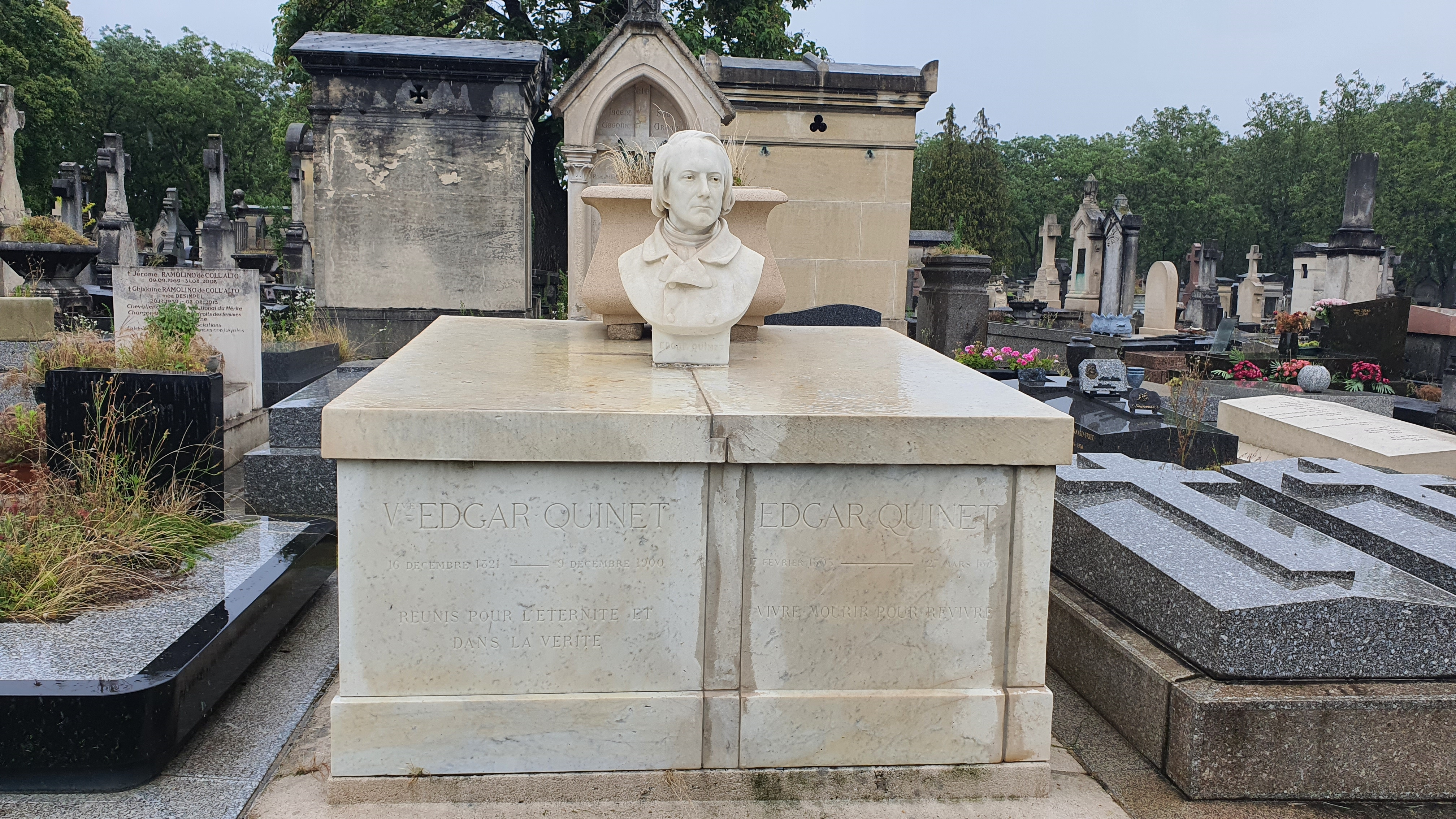
Sépulture d'Edgar Quinet.

Il meurt le 27 mars 1875, juste avant que le régime ne s'ancre durablement dans la république grâce aux lois constitutionnelles de 1875. Son décès est déclaré à la mairie par Édouard Millaud, député du Rhône et Jean-Baptiste Ferrouillat, député du Var. Il repose au cimetière du Montparnasse (11e division) ; son épouse et compagne de travail Hermione sera inhumée à ses côtés en 1900.

## Ses idées

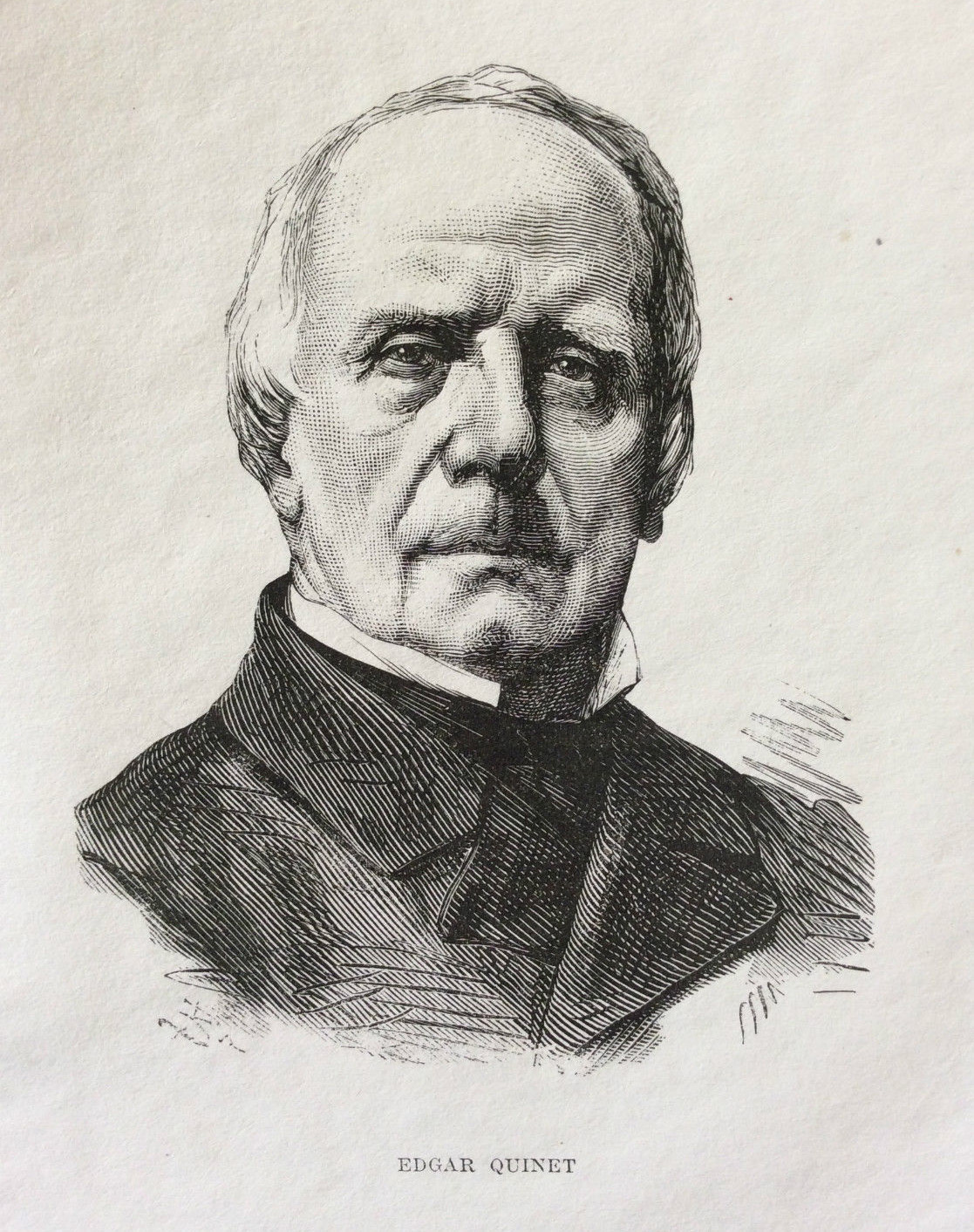
Edgar Quinet, gravure sur acier, XIXe siècle.

Edgar Quinet est connu de nombreux écoliers pour une dictée, celle de son texte Aucune machine ne vous exemptera d'être homme (La Révolution religieuse au XIXe siècle) où il met en garde contre la croyance naïve en un progrès des transports mécaniques et des communications que nous n'aurions plus qu'à attendre pour voir arriver le paradis sur Terre. L'auteur avertit que « plus ce progrès se développe, et avec eux les pouvoirs, plus les hommes devront être vigilants à ce que ces pouvoirs ne soient pas tournés contre eux par des personnes inciviques ou malveillantes ». Il cite l'exemple de Caligula et des magnifiques voies romaines qui couvraient tout l'Empire et ne servaient plus qu'à « acheminer à ses quatre coins les ordres d'un dément ».
Les idées qu'il exprime à travers son œuvre en font un précurseur dans bien des domaines :
- il a entrevu les dangers de l'hégémonie prussienne (Le Système politique de l'Allemagne – 1831) ;
- il jette les bases de « l'enseignement national, obligatoire et laïque » et préconise l'Enseignement primaire supérieur pour les jeunes filles (L'Enseignement du peuple – 1850) ;
- il exprime ses idées sur la démocratie dans La République (1872) et L'Esprit nouveau (1874).

## Œuvres

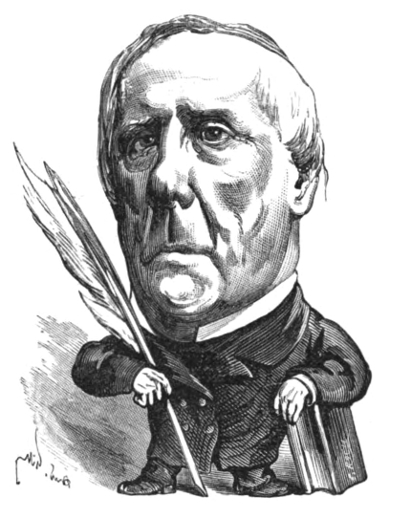
Edgar Quinet caricaturé par André Gill (Le Trombinoscope de Touchatout, 1873).

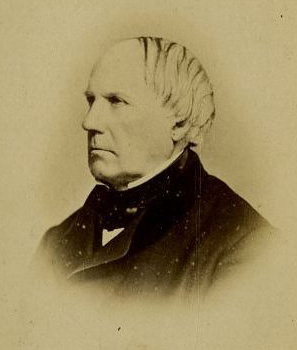
Edgar Quinet vers 1870.

- Les Tablettes du Juif-errant, ou ses récriminations contre le passé, sans préjudice du présent, A. Beraud, Paris, 1823.
- De la Grèce moderne, et de ses rapports avec l’antiquité, F.-G. Levrault, Paris, 1830.
- Rapport à M. le Ministre des travaux publics sur les épopées françaises du XIIe siècle restées jusqu’à ce jour en manuscrits dans les bibliothèques du Roi et de l’Arsenal, F.-G. Levrault, Paris, 1831.
- De l’Allemagne et de la Révolution, Paulin, Paris, 1832.
- Ahasvérus, Guyot, Paris (et Baillères, Londres), 1834.
- Napoléon, poème, A. Dupont, Paris, 1836.
- Prométhée, E. Laurent, Bruxelles, 1838.
- Allemagne et Italie : philosophie et poésie, Desforges, Paris/Leipzig, 1839.
- Considérations philosophiques sur l’art, thèse de philosophie, F.-G. Levrault, Strasbourg, 1839.
- 1815 et 1840, Paulin, Paris, 1840.
- Avertissement au pays, Paulin, Paris, 1841.
- Du Génie des religions, Charpentier, Paris, 1842.
- De la Liberté de discussion en matière religieuse : discours prononcé au Collège de France, le 10 mai 1843, Lange Lévy, Paris, 1843.
- Réponse à quelques observations de M. l’archevêque de Paris, Comptoir des imprimeurs-unis, Paris, 1843.
- L’Ultramontanisme, ou l’Église romaine et la société moderne, Comptoir des imprimeurs-unis, Paris, 1844.
- Le Christianisme et la Révolution française, Comptoir des imprimeurs-unis, Comont et Cie, Paris, 1845.
- Mes vacances en Espagne, Comptoir des imprimeurs-unis, Paris, 1846.
- La France et la Sainte-Alliance en Portugal, 1847, Joubert, Paris, 1847.
- Les Révolutions d’Italie, Chamerot, Paris, 1848-1851.
- La Croisade autrichienne, française, napolitaine, espagnole, contre la République romaine, Chamerot, Paris, 1849.
- L’Enseignement du peuple, Chamerot, Paris, 1850.
- L’État de siège, Chamerot, Paris, 1850.
- L’Impôt sur le capital dans la république de Florence, lettre à M. Emile de Girardin, Chamerot, Paris, 1850.
- Le Champ de bataille de Waterloo, De Vigny, Paris, 1851.
- Révision, Librairie nouvelle, Paris, 1851.
- Les Esclaves, poème dramatique en 5 actes et en vers, Vanderauwera, Bruxelles, 1853.
- Fondation de la République des Provinces-Unies : Marnix de Sainte-Aldegonde, Delahays, Paris, 1854.
- Philosophie de l'histoire de France, Germain-Baillière, Paris, 1857.
- Histoire d'un enfant (L'histoire de mes idées), 1858 ; réédition : Hachette et Cie, Paris 1905.
- Merlin l’enchanteur, Michel Lévy Frères, Paris, 1860.
- L’Expédition du Mexique, imprimerie Pache, Lausanne, 1862, 20 p. & W. Jeffs, Londres, 1862[14], 39 p.
- Histoire de la campagne de 1815, Michel Lévy Frères, Paris, 1862.
- Pologne et Rome, E. Dentu, Paris, 1863.
- La Révolution, Lacroix, Paris, 1865 ; réédité notamment en 1866, 1877 et 1969. Réédité chez Belin, avec une préface de Claude Lefort, 1987.
- Critique de la Révolution, Lacroix, Paris, 1867.
- Le Réveil d’un grand peuple, Le Chevalier, Paris, 1869.
- La Création, Librairie internationale, Paris, 1870.
- Le Siège de Paris et la défense nationale, Librairie internationale, Paris, 1871.
- La République. Conditions de la régénération de la France, Dentu, Paris, 1872.
- L’Esprit nouveau, Dentu, Paris, 1875.
- Le Livre de l'Exilé, Dentu, Paris, 1875.
- Vie et Mort du Génie Grec, Notes de Mme Edgar Quinet, Dentu, Paris, 1878. Œuvre inédite posthume.
- Œuvres complètes, Hachette BNF, 30 vol.

## Hommages
Plusieurs lycées, dont un à Bourg-en-Bresse (sa ville natale) et un autre à Paris, portent son nom. Des collèges portent son nom à Saintes et à Marseille.
Un amphithéâtre de la Sorbonne porte également son nom.
Un boulevard ainsi qu'une station de métro de la ligne 6 portent son nom dans le 14e arrondissement de Paris.
Des rues et/ou impasses portent son nom à Alès, Feurs, Saint-Maur-des-Fossés, Thiais, Saint-Max, La Courneuve, Limoges, Grenoble, Nantes, Lorient, Tarbes ou encore Colombes avec un boulevard et un square à son nom.
À Lyon, une place située dans le 6e arrondissement porte son nom.
Le monument à Edgar Quinet à Bourg-en-Bresse, réalisé en bronze par Aimé Millet, est inauguré le 14 avril 1883 promenade des Quinconces. Il est retiré en 1925 et installé au centre de la place Quinet. En 1942, sous le régime de Vichy, dans le cadre de la mobilisation des métaux non ferreux, la sculpture est déboulonnée et envoyée à la fonte. Le piédestal est resté vide. Il est retiré et réinstallé dans la cour du lycée Edgar-Quinet. Un monument à Edgar Quinet de remplacement, réalisé par Marcel Mayer est inauguré en novembre 1970 dans le square des Quinconces.
Un médaillon en bronze représente le triple profil de « Adam Mickiewicz . Jules Michelet. Edgar Quinet professeurs au Collège de France” sculpté par Maurice Borrel, fondu par Thiébaut.
Une rue du centre de Bucarest porte le nom : strada Edgar Quinet.
Un village d’Algérie, anciennement appelé Claudi, fut nommé Edgar Quinet de 1913 à 1962 avant de devenir aujourd’hui Kaïs.

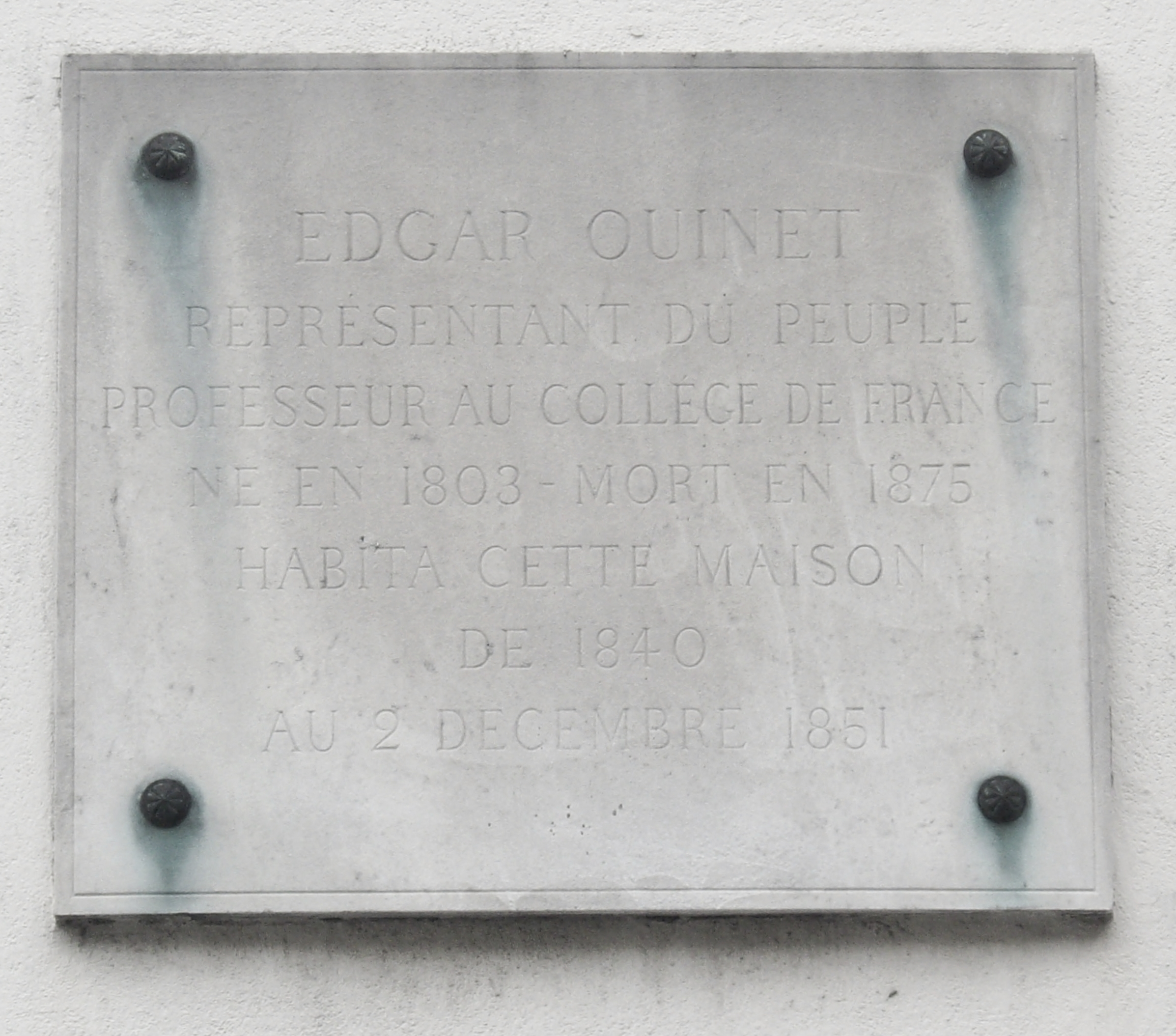
Plaque au 32, rue du Montparnasse (6e arrondissement de Paris), où il vécut de 1840 à 1851.
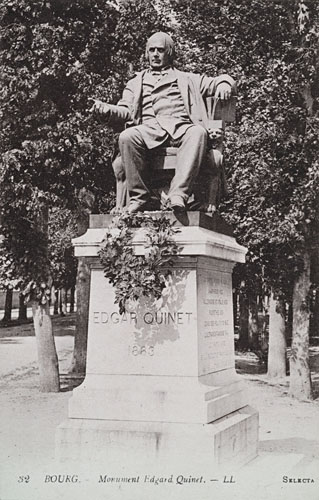
Monument à Edgar Quinet à Bourg-en-Bresse par Aimé Millet.

La dernière classe de croiseurs cuirassés français dans la marine française fut la classe Edgar Quinet.

### Sources primaires
- Edgar Quinet et Alfred Dumesnil (texte édité et annoté par Laurence Richer), Correspondance, Paris, Honoré Champion, coll. « Bibliothèque des correspondances, mémoires et journaux » (no 49), 2009, 444 p. (ISBN 978-2-7453-1858-9, présentation en ligne), [présentation en ligne].
- Edgar Quinet (édition présentée et annotée par Jean-Michel Cornu), Je sens brûler le nom d'Allah : voyage à Grenade, Cordoue, Séville, Montpellier, L'Archange minotaure, coll. « Aux Andalousies », 2001, 92 p. (ISBN 2-914453-06-X).
- Edgar Quinet (calligraphies de Jean-Michel Cornu), Deux leçons sur l'islam : voyage à Grenade, Cordoue, Séville, Montpellier, L'Archange minotaure, coll. « Vers l'Orient » (no 1), 2002, 72 p. (ISBN 2-914453-12-4).
- Hermione Quinet, Edgar Quinet depuis l'exil, Paris, Calmann Lévy, 1889, XXII-463 p. (lire en ligne).